# Locker Room Talk
Locker Room Talk är en svensk ideell organisation som vill förbättra kulturen i pojkars omklädningsrum.
Organisationen startades 2016 av Shanga Aziz och Rogerio Silva inom ramen för ett UF-projekt vid Nya Bergska gymnasiet i Finspång 2016. Vid den tiden hade det läckt ljudinspelningar i vilka Donald Trump skryter med sexuella övergrepp han begått, och hans allierade förklarade bort kritiken med att det var "locker room talk" – det är helt enkelt sånt snack män har i omklädningsrummet, menade de. Projektet Rogerio och Shanga startade gick ut på att prata med unga killar i grupp, mer specifikt idrottslag, för att förebygga nedvärderande snack om kvinnor och HBTQI-personer. Projektet döptes till Locker Room Talk.
Bland andra har Riksidrottsförbundet samarbetat med Locker Room Talk för att ge ytterligare stöd till föreningar i arbetet med jämställd, trygg och inkluderande idrott. De har exempelvis försett organisationen med medel till forskning och utveckling av metoder.
Locker Room Talk fick bl.a. på fotbollsgalan 2017 mottaga det första Zlatan Ibrahimovics ”Number 10” stipendium.
Den 9 maj 2017 utsågs Locker Room Talk till årets främsta UF-företag i Sverige. Strax därefter omvandlades Locker Room Talk till en nationell ideell organisation som är den numera aktiva organisationsformen med utbildare runt om i hela Sverige.

## Utmärkelser
- Zlatan Ibrahimovic Number10 stipendium, (Volvo Cars, Zlatan Ibrahimovic och Svenska Fotbollförbundet)[8]
- Årets Non-Profit med Stoppa Skitsnacket (Spinn - Sveriges största PR-tävling)[9]
- Årets samhällsprojekts (Sport & Affärer)[10]
- BRIS-priset (Barnens rätt i samhället)[11]
- Change Leaders (Reach for Change & Kinnevik Group)[12]
- Swedbank idrottsstipendium (Swedbank)[13]
- Årets UF-företag 2017 (Ung företagsamhet)[7]
- EM Silver i Ung Företagsamhet 2017 (JA Europe)[14]
- Best social media marketing Award in Europe (Facebook)[15]
- 25 Best Practices in Europe (Council of Europe, European Union)[16]